# Råge
Rågen (Corvus frugilegus) er en kragefugl i ordenen af spurvefugle. Den har en længde på 45–48 cm. Råger yngler og overnatter i større eller mindre kolonier. På grund af støjen er de ikke altid lige populære naboer. Rågen ses ofte i flokke på marker. Den er fredet og må ikke jages.

## Kendetegn
Rågen er helt sort på nær dens bare hudparti ved næbroden. Dette får også næbet til at se længere ud. Voksnes fjerdragt har metalglans i blåviolette farver, mens unge fugles fjerdragt er mere mat. Kønnene er ens. Rågen har "bukser", det vil sige fjerklædte ben. Desuden findes nedhængende fjer omkring den øverste del af benene samt opppustede, hængende bugfjer.

### Forveksling
Rågen er på størrelse med kragen, hvis næb dog mangler det nøgne område og er kraftigere og krummer en smule. Unge råger mangler det lyse område ved basis af næbbet. De kan derfor ligne sortkragen. I flugten har rågen dog længere og slankere vinger med hurtigere vingeslag.
Stemmen minder om kragens men er mindre grov.

## Trækforhold
De fleste råger i Danmark er standfugle. De råger, som trækker bort om vinteren, overvintrer i områderne omkring Den engelske Kanal.

## Formering
Rågen yngler i kolonier og foretrækker træer i småskove eller parker. Reden, som består af kviste, anbringes højt til vejrs i høje træer. De 3-5 æg er grønlige med brune pletter og lægges i slutningen af marts eller begyndelsen af april. Rågen er koloniruger – fra nogle få par op til flere hundrede fugle samlet i én koloni. Parrene holder sammen for livet. I Danmark yngler ca. 130.000 par råger.

## Føde
Rågen søger sin føde i åbne landskaber og lever af insekter, regnorme, snegle, korn, kartofler, bær, frugter mm.

## Fælles soveplads
Hen mod skumringen samles rågerne i vinterhalvåret på marker nær ved en fælles overnatningsplads, der benyttes år efter år. De kredser ofte meget støjende over træerne, inden de sætter sig til hvile for natten. Rågen optræder tit sammen med krager og alliker og overnatter ofte sammen i toppen af høje nåletræer.